# Gerbergraben (Stiglbach)
Der Gerbergraben ist ein knapp 4 Kilometer langes Fließgewässer, das am Fallenberg, unter dem Flurstück „Stiglerhalda“ etwa bei 475 m ü. A. entspringt, über das nördliche Gemeindegebiet von Dornbirn fließt und im Stadtbezirk Haselstauden von links in den  Stiglbach mündet.

## Geographie

### Verlauf
Der Gerbergraben beginnt bei Gewässerkilometer (GwKm) 3,72 am Fallenberg und fließt relativ gerade von Süd-Osten nach Nord-Westen. Rund zwei Drittel der Gesamtlänge fließen durch dicht besiedeltes Wohn- und Gewerbegebiet und sind weitgehend verrohrt bzw. eng verbaut. Der Gerbergraben zeigt keine wesentlichen Gefälle, Auswaschungen oder Wasserfälle und ist bezüglich der Wassermenge stark von den zuvor stattgefundenen Niederschlägen abhängig und bei längeren Trockenperioden stark ausgedünnt.
Der Gerbergraben mündet bei Flusskilometer 0,00 (bei etwa 404 m ü. A.) im Bereich der Flur Martesrua („Martesruhe“), knapp vor der Rheintalautobahn (A14/E60), in den Stiglbach (auch Haselstauderbach genannt, bei Flusskilometer 0,251). Im unteren Bereich (letztes Drittel), ab dem Ortsteil Wieden, wurde der Gerbergraben auch als „Wiedengraben“ bezeichnet.
Der Gerbergraben fließt zur Gänze durch die Gemeinde Dornbirn.

### Zuflüsse
Der Gerbergraben hat nur wenige unbedeutende Zuflüsse. Diese sind (vom Ursprung gesehen) im oberen Bereich bis zur Mündung bei Flusskilometer:
- 3,551 ein unbenannter Quellzufluss (links), 0,3 km
- 3,549 ein unbenannter Quellzufluss, (rechts), 0,2 km
- 2,66 eine ebenfalls als Gerbergraben (rechts), 0,2 km
- 2,30 Stockachgraben (links), 0,8 km
- 2,00 Simonsgraben (rechts), 0,8 km

## Hochwasserschutz
Im April 2017 begannen die Arbeiten zur Verbesserung des Hochwasserschutzes am Gerbergraben durch Schaffung eines Retentionsbeckens im Ortsteil „Fang“. Es wurden rund eine Million EURO investiert. Das Rückhaltebecken hat ein Fassungsvermögen von rund 4000 m³ und wird nur bei Starkregen befüllt. Dadurch soll der Schutz des darunter liegenden Siedlungsgebietes Schwefel soweit verbessert worden sein, dass durch den kontrollierten Rückhalt und Abfluss einem hundertjährlichen Hochwasserereignis stand gehalten wird.

## Wirtschaftliche Nutzung
Der Gerbergraben wurde früher wirtschaftlich genutzt, worauf bereits die Namensgebung „Gerber“graben hinweisen. Die im Bereich von GwKm 3,32 betriebene Gerberei der Gerberei Genossenschaft, nunmehr ein Wohnhaus (Dr. Anton-Schneider-Straße 50), war ursprünglich am Rande des Siedlungsgebietes, wurde aber immer mehr umbaut. Die Gerberei stellte etwa Ende der 1960er Jahre den Betrieb ein. Der Gerbergraben führte bis dahin die Abwässer aus der Gerberei ab. Die Gerberei ist direkt über den Gerbergraben errichtet. Zwei unmittelbar an die ehemalige Gerberei angrenzende Straßen, die „Gerbergasse“ und „Am Gerbergraben“ erinnern noch an diese geruchs- und wasserintensive Tätigkeit. Der ehemalige, etwas erhöhte und eingefasste Lagerplatz für die rohen Tierhäute und die Abfälle ist heute noch erkennbar (nun ein Parkplatz – südwestliche Seite der ehemaligen Gerberei).